# فول برگ
فول برگ (به لاتین: Ful Berg) یک کوه در سوئیس است که در کانتون گراوبوندن واقع شده‌است. فول برگ ۲٬۳۹۵ متر بالاتر از سطح دریا واقع شده‌است.